# ルマパス郡
ルマパス郡（ルマパスぐん、Lumapas）は、ブルネイ・ダルサラーム国ブルネイ・ムアラ地区にある郡。ブルネイ・ムアラ地区の南部に位置し、北はキアンゲ郡とカンポン・アイール諸郡、北から東にかけてコタ・バトゥ郡、東から南にかけてマレーシアサラワク州リンバン、西から北にかけてペンカラン・バトゥ郡と接する。
2009年3月24日の立法評議会において、ブルネイの首都・バンダルスリブガワンとの間に架橋する計画が発表された。

## 村
ルマパス郡は以下の村（Kampong）からなる。
- カサト村（Kasat）
- ケルグス村（Kelugus）
- クパン村（Kupang）
- スンガイ・アサム村（Sungai Asam）
- センキラプ村（Sengkirap） - ブアン・テクロク村から分村
- タラプ・バウ村（Tarap Bau）
- パンクール村（Pancur）
- ブアン・サカール村（Buang Sakar）
- ブアン・テクロク村（Buang Tekurok）
- ブキト・メリカン村（Bukit Merikan）
- プタト村（Putat）
- ペンカラン・バタン村（Pengkalan Batang）
- ルパク・ルアス村（Lupak Luas）
- ルマパスA村（Lumapas 'A'）
- ルマパスB村（Lumapas 'B'）

## 地形
ルマパス郡には以下の岩がある。
- ジョン岩（Jong Batu） - ブルネイ川に浮かぶ岩。

## 環境
郡内にあるサイディーナ・ウマール・アル・カッタブ中等学校（Sayydina Umar Al-Khattab Secondary School）の研究によると、人口増加とそれに伴うインフラストラクチャーの整備により、ルマパス郡の森林を流れる河川に水質変化が生じていることが明らかになった。この研究は、「ルマパス郡における生物標識を付けた小型無脊椎動物を用いた河川水質への環境影響評価」として第11回ラシーダ王女青少年自然科学者賞（Prynsa）の大賞を2009年4月16日に受賞した。